# الاصفاح السفلى (إب)

تعديل مصدري - تعديل

الاصفاح السفلى محلة تابعة لقرية سواد، التابعة لعزلة بني محرم بمديرية إب إحدى مديريات محافظة إب في الجمهورية اليمنية.، بلغ تعداد سكانها 107 حسب تعداد اليمن لعام 2004.